# ویلیام یانگ
ویلیام یانگ (انگلیسی: William Yang؛ زادهٔ ۱۱ اکتبر ۱۹۹۸) شناگر اهل استرالیا است.
وی در مسابقات کشوری و بین‌المللی در مجموع برندهٔ ۲ مدال طلا، ۲ مدال نقره شده است.